# Красная Зорька (Минская область)
Красная Зорька (бел. Чырвоная Зорка) — деревня в Березинском районе Минской области Беларуси. Входит в состав Богушевичского сельсовета.

## География
Деревня находится в восточной части Минской области, на правом берегу реки Березины, при автодороге Р-67, на расстоянии приблизительно 10 километров (по прямой) к юго-западу от города Березино, административного центра района. Абсолютная высота — 152 метра над уровнем моря. Площадь населённого пункта — 0,2485 км².

## История
Деревня была основана в 1920-х годах. В 1927 году, в ходе проведения коллективизации, был образован колхоз «10 Октября».

## Население
По данным переписи 2019 года, в деревне проживал 16 человек.
| Год  | Население, человек |
| ---- | ------------------ |
| 1926 | 115                |
| 1960 | ↘ 112              |
| 2003 | ↘ 26               |
| 2008 | ↘ 23               |
| 2009 | ↘ 18               |
| 2019 | ↘ 16               |